# Opera v Oslu
Nová budova Opery v Oslu (Operahuset), nazývaná také Grand Opera, je moderní operní dům, otevřený 12. dubna 2008 za účasti norského krále Haralda V. Stojí u zálivu Bjørvika nedaleko od centra Osla a je dominantou panoramatu města směrem od Oslofjordu. Je sídlem Norské státní opery a baletu (Den Norske Opera & Ballett). Byla jednou z pěti oceněných staveb, které získaly v roce 2009 cenu za architekturu Mies van der Rohe Award.

## Historie

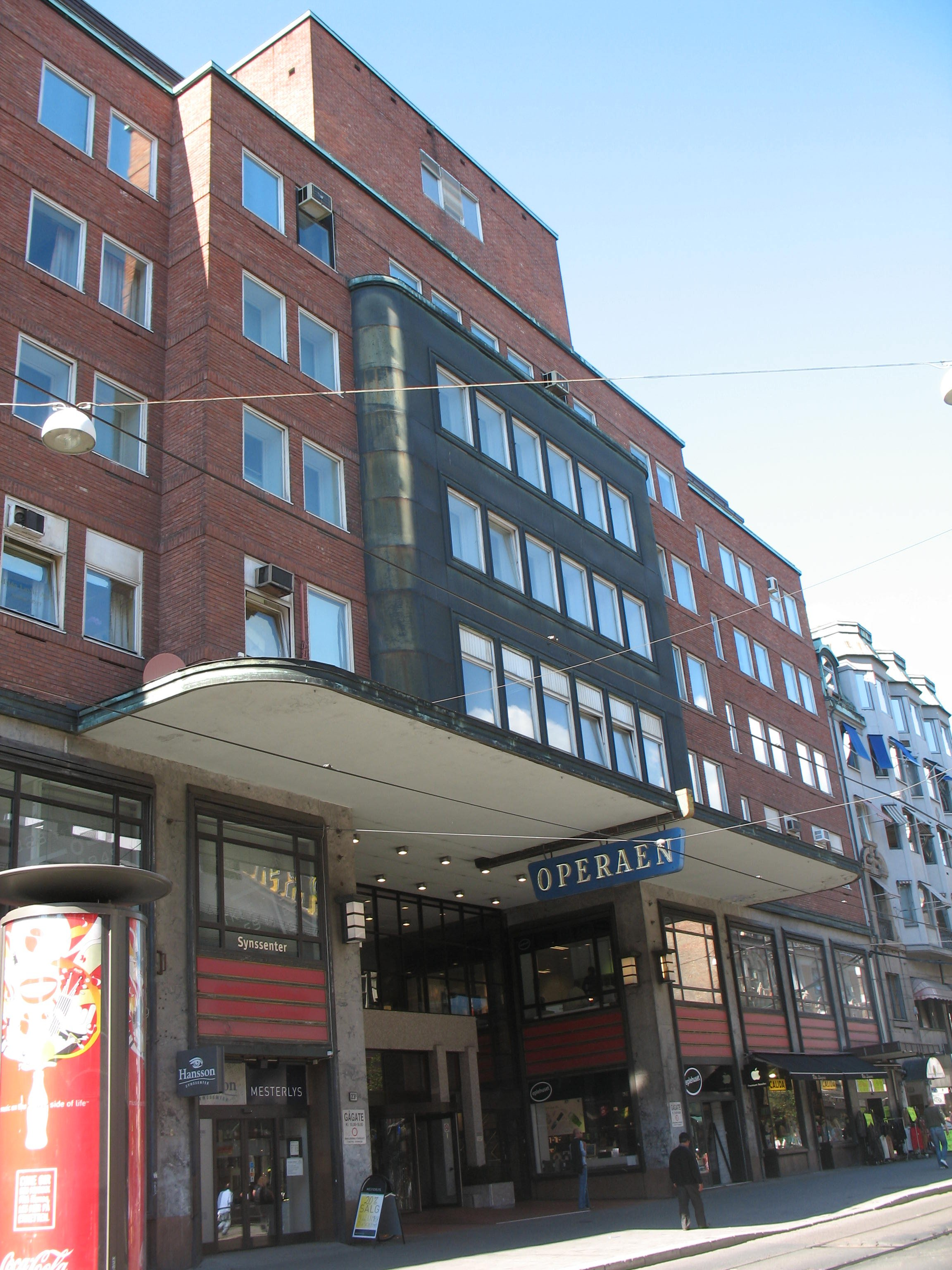
Budova Lidového divadla, Oslo (2007)

Norská opera a balet byla založena v roce 1957 a její první ředitelkou se stala významná norská operní pěvkyně Kirsten Flagstadová. Soubor neměl od svého založení vlastní sídlo a působil provizorně v budově Lidového divadla (Folketeateret) v Oslu. První plány na stavbu moderní budovy z betonu, mramoru, skla a dřeva byly předloženy v roce 1998. Pak následovaly debaty nad výběrem místa stavby a 15. června 1999 rozhodla norská legislativa, že nová budova Opery, podobná významem Opeře v Sydney, bude stát přímo v přístavu Bjørvika a stane se srdcem nové čtvrti stejného jména, v blízkosti osloského Hlavního nádraží. V roce 2000 byla vypsána architektonická soutěž, ve které zvítězil návrh architektonického ateliéru Snøhetta.
Po zahájení výkopových prací v roce 2003, byl na podzim roku 2004 položen základový kámen, s předpokládaným termínem dokončení stavby v září 2008. Vzhledem k rychlé výstavbě, kterou provedla firma Statsbygg, byla stavba dokončena a slavnostně otevřena o pět měsíců dříve, 12. dubna 2008.

## Slavnostní otevření
Slavnostního otevření Opery 12. dubna 2008, se kromě norského krále Haralda V. zúčastnila dánská královna Markéta II., prezidentka Finské republiky Tarja Halonenová nebo německá kancléřka Angela Merkelová. Při slavnostním otevření zazpívali, mimo jiné, ukrajinská sopranistka Maria Guleghinová, německá sopranistka Anja Harterosová či německý zpěvák René Pape. Dne 20. září 2001 byl první operou, uvedenou na nové scéně Don Carlos skladatele Giuseppe Verdiho.

## Architektura
Na rozdíl od Opery v Sydney, podobající se mořským vlnám, bylo záměrem norských architektů vytvořit budovu, která by připomínala ledovou kru, potápějící se do fjordu. Budova je postavena v minimalistickém stylu, z betonu, oceli a skla. Zkosením ploch střechy směrem k vodě je dosaženo propojení okolní krajiny s vodní hladinou. Šikmé linie, spolu se střechou z bílého mramoru opticky navozují dojem ledové kry. Směrem k hladině vystupuje ze střechy skleněná stěna, která umožňuje z interiéru výhled na provoz v přístavu Bjørvika.

### Exteriér
Šestipodlažní budova se rozkládá na celkové ploše 38 500 m² a měří 242 metrů v podélném směru a 110 metrů v příčném. Působí nízkým dojmem, neboť část stavby je založena na pilířích, v hloubce až 16 m pod vodní hladinou. Větší část povrchu stavby je pokryta bílou žulou a kararským mramorem. K obložení jevištní věže, která má skeletovou konstrukci s výplňovým zdivem, byly použity hliníkové obklady s plastickým vzorem, které odrážejí světlo a vytvářejí dojem povrchové patiny. Zkosené plochy střechy umožňují návštěvníkům vyjít až na vrcholné prostranství, odkud je panoramatický výhled na město a přístav. Vysoká okna s minimálním rámováním a speciálními skly, umožňují maximální výhled na vodní plochu fjordu. Střecha je podporována tenkými šikmými sloupy také navrženými tak, aby nebyl narušen výhled. Na jižní části stavby jsou na ploše 300 m² instalovány solární panely, které svým výkonem až 20 tisíc kilowatthodin ročně, částečně pokryjí spotřebu elektřiny v budově.

### Interiér
V interiéru se nacházejí 3 operní sály. Největší z nich pojme 1350 sedících diváků, je uspořádaný do podkovy a osvícen oválnou „korunou“, sestávající z cca 8000 světelných diod a 5800 ručně vyrobených krystalů. Sedadla jsou vybavena elektronickým zařízením, umožňujícím sledovat libreto ve zvoleném jazyce. Další dva sály mají kapacitu 400 a 200 osob.
V kontrastu k chladné bílé barvě exteriéru je v interiéru použito dřevěné obložení v přírodních odstínech. V hygienických místnostech byly použity konstrukce z pohledového betonu. Rozlehlý foyer
tvoří otevřený prostor s průhledy do přilehlých místností, kde jsou umístěny bary, restaurace, kavárny, odpočívadla i šatny pro návštěvníky. V interiéru se nacházejí prostory pro baletní školu, v každém ze čtyř nadzemních podlaží jsou umístěny galerie a ve třetím nadzemním podlaží je vyhlídková terasa.

## Jevištní technika
Z hlediska jevištní techniky a technického vybavení patří Opera v Oslu k nejmodernějším stavbám tohoto druhu na světě. Scéna opery je 16 metrů široká, 40 metrů hluboká a skládá se z 16 nezávislých ploch, z nichž každá může stoupat, naklánět se nebo otáčet. Kromě toho je k dispozici 15 m dlouhý otočný stůl, dvě boční scény a zadní, snížená scéna, určená k přípravě dekorací. Mechanismy řízení se skládají z více než dvou stovek elektrických a hydraulických pohonů. Některé části scénického zařízení jsou umístěny 16 metrů pod úrovní hladiny vody v zálivu.

## Ocenění
- 2008 – World Architecture Awards, kategorie: kultura, Barcelona[6]
- 2009 – European Union Prize for Contemporary Architecture (Mies van der Rohe Award)

## Galerie

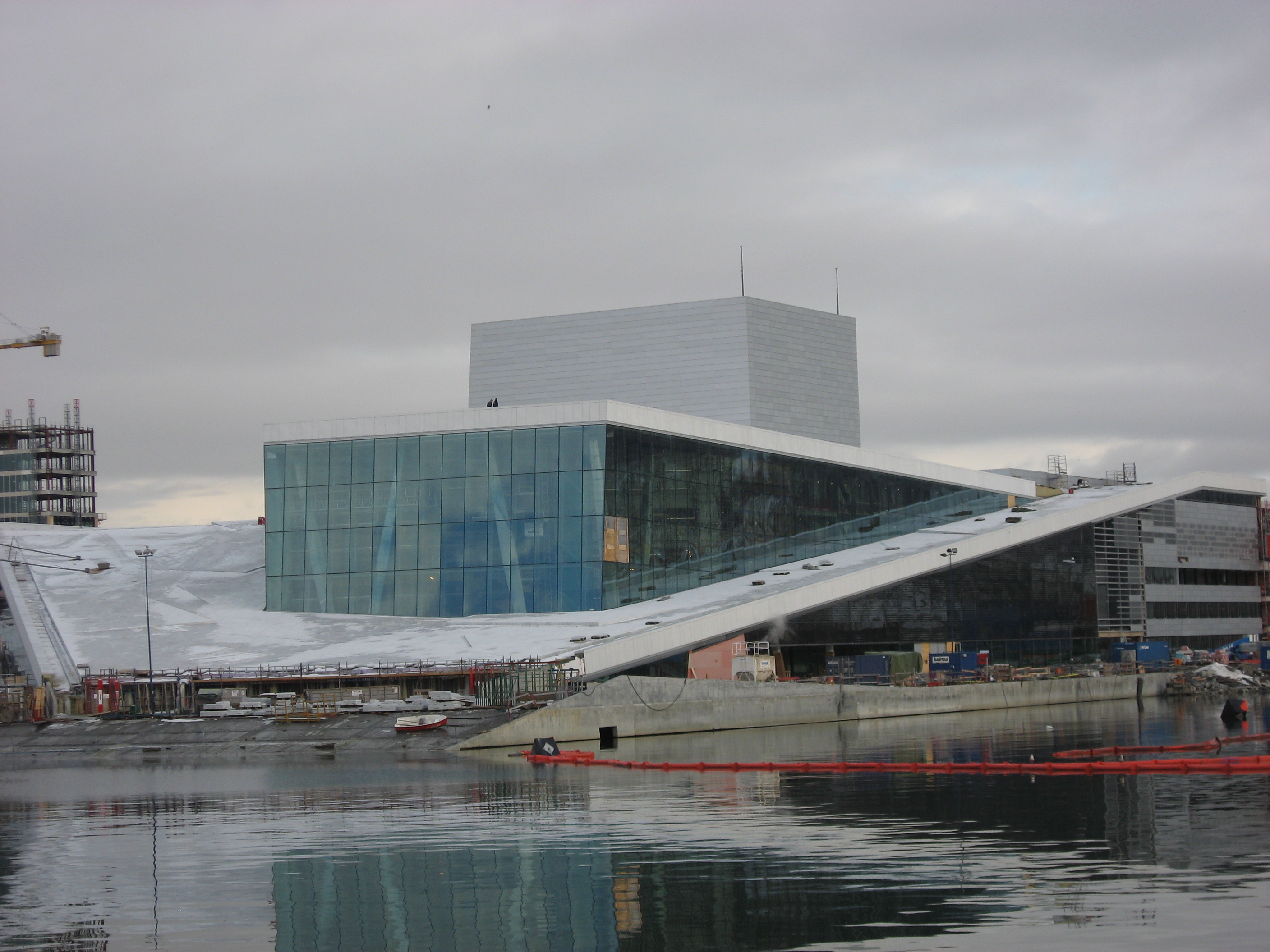
Výstavba budovy (2007)
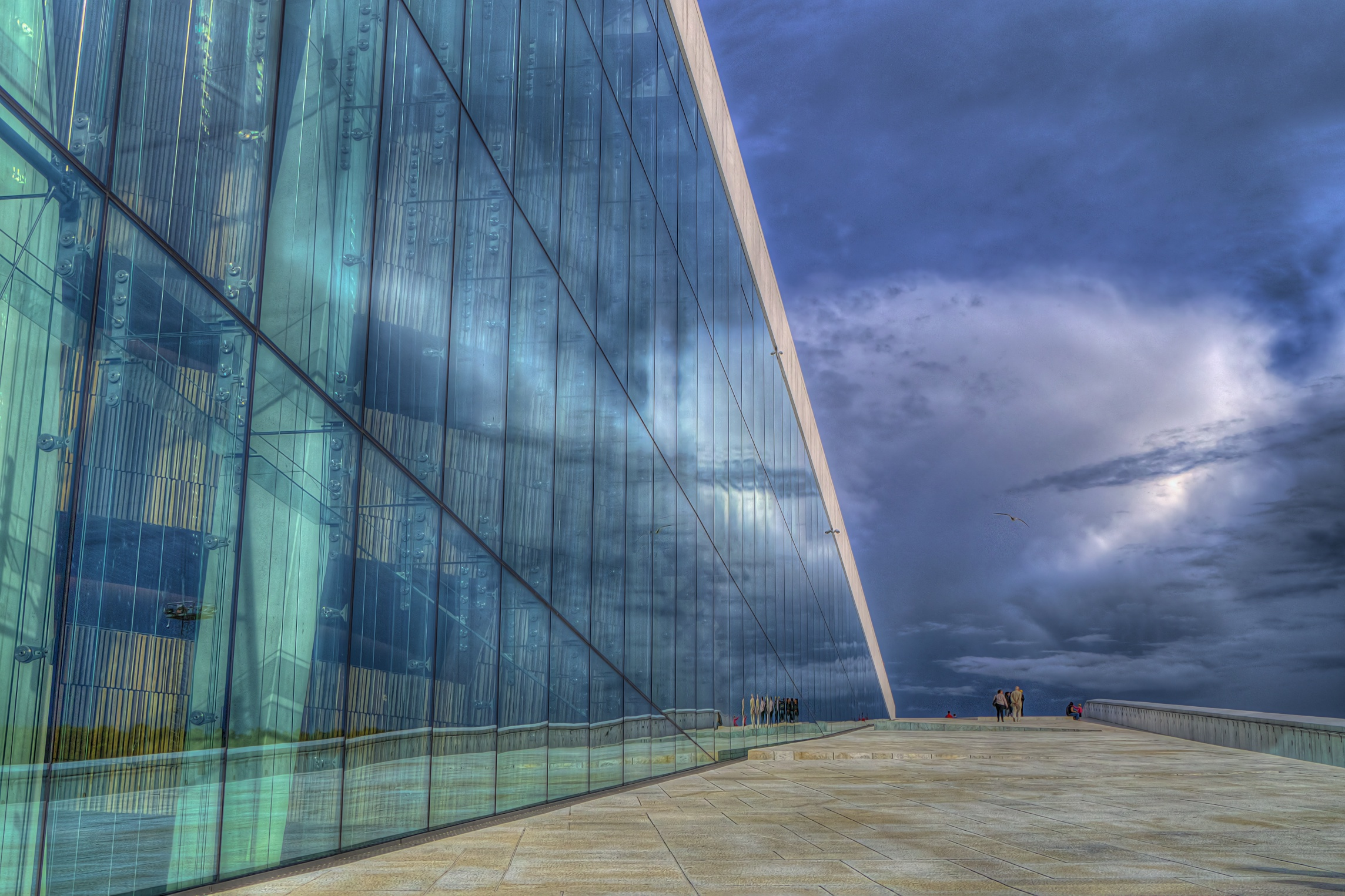
Exteriér
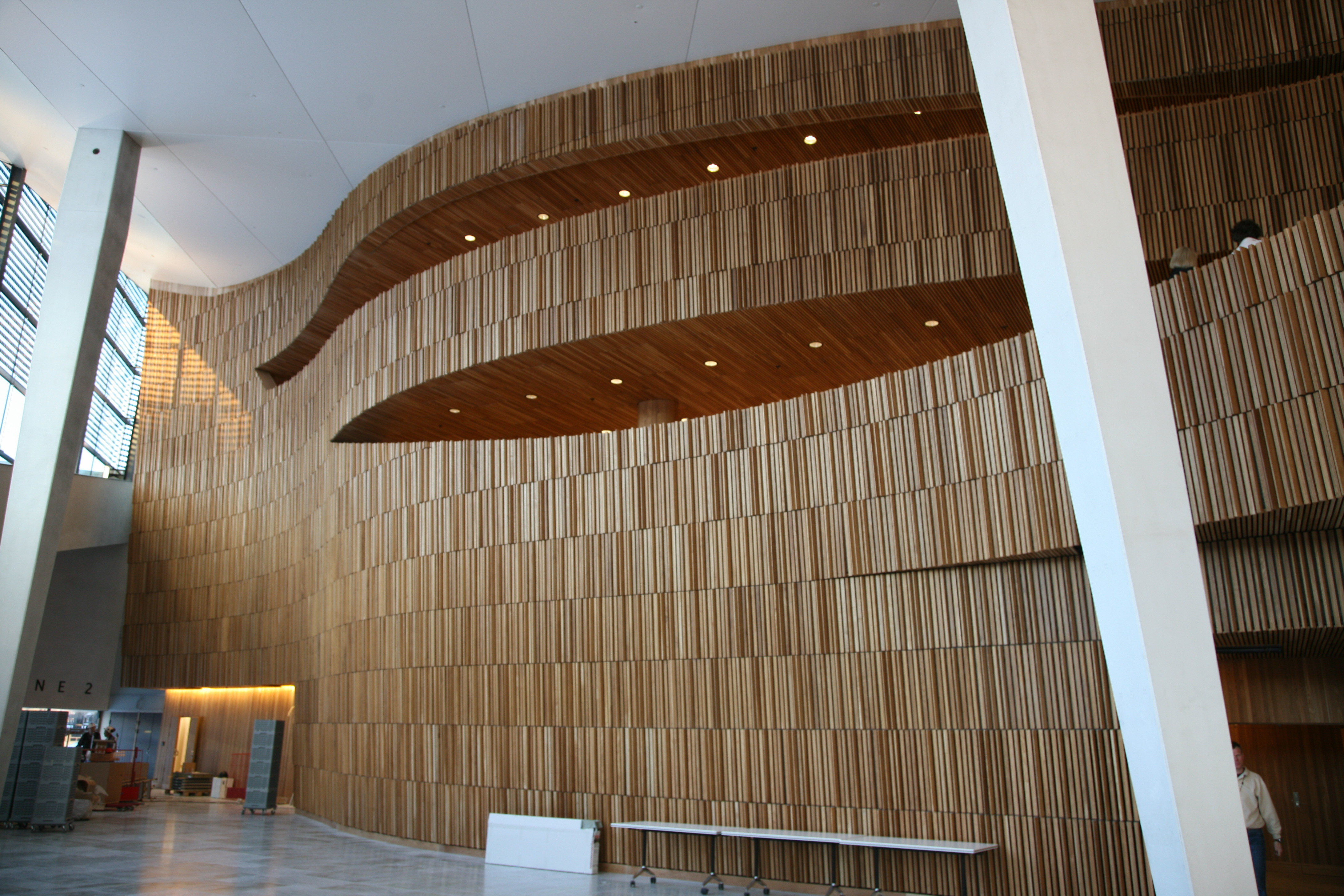
Interiér (dělicí stěna obložená dřevem)
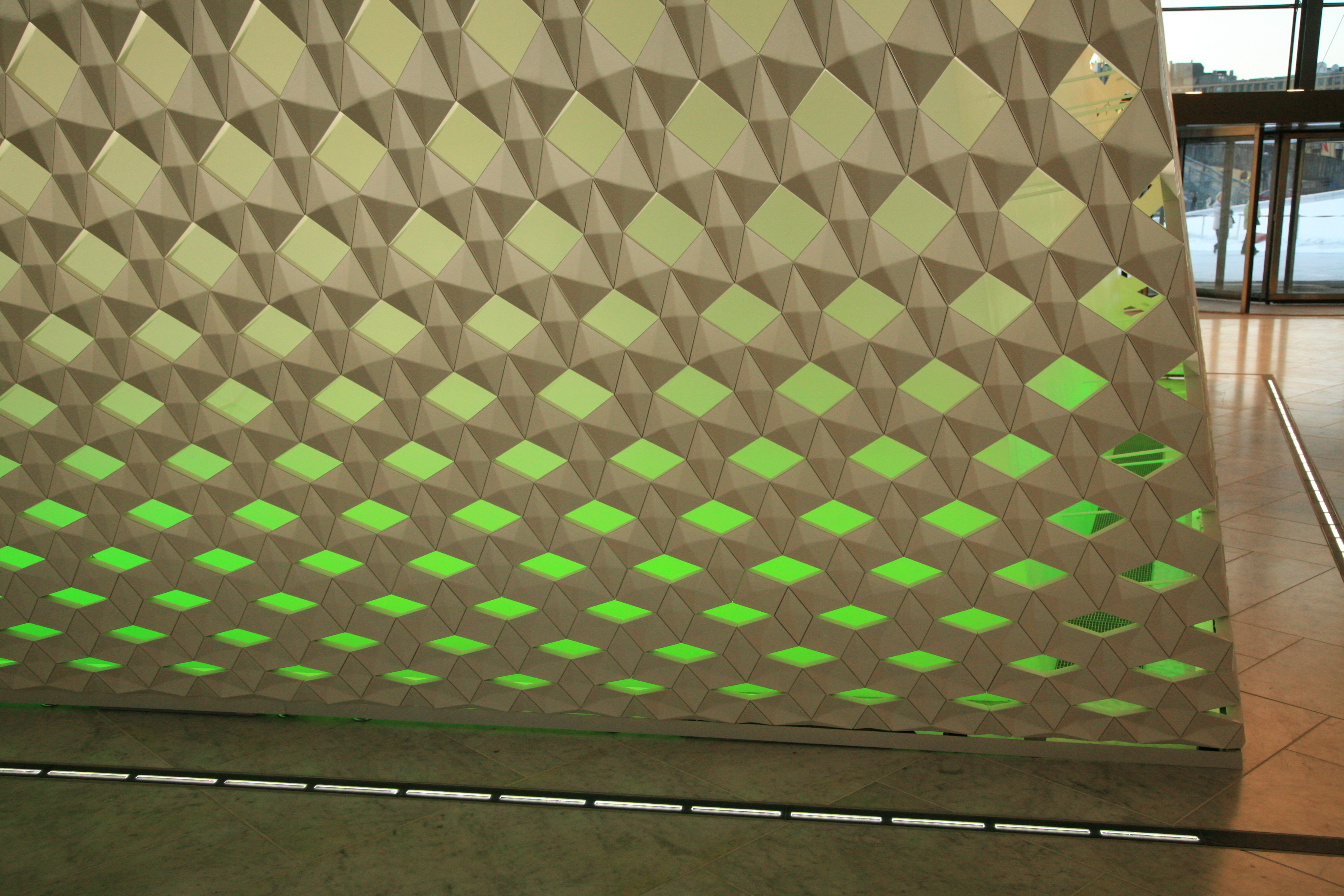
Dekorace ve foyeru (Olafur Eliasson)
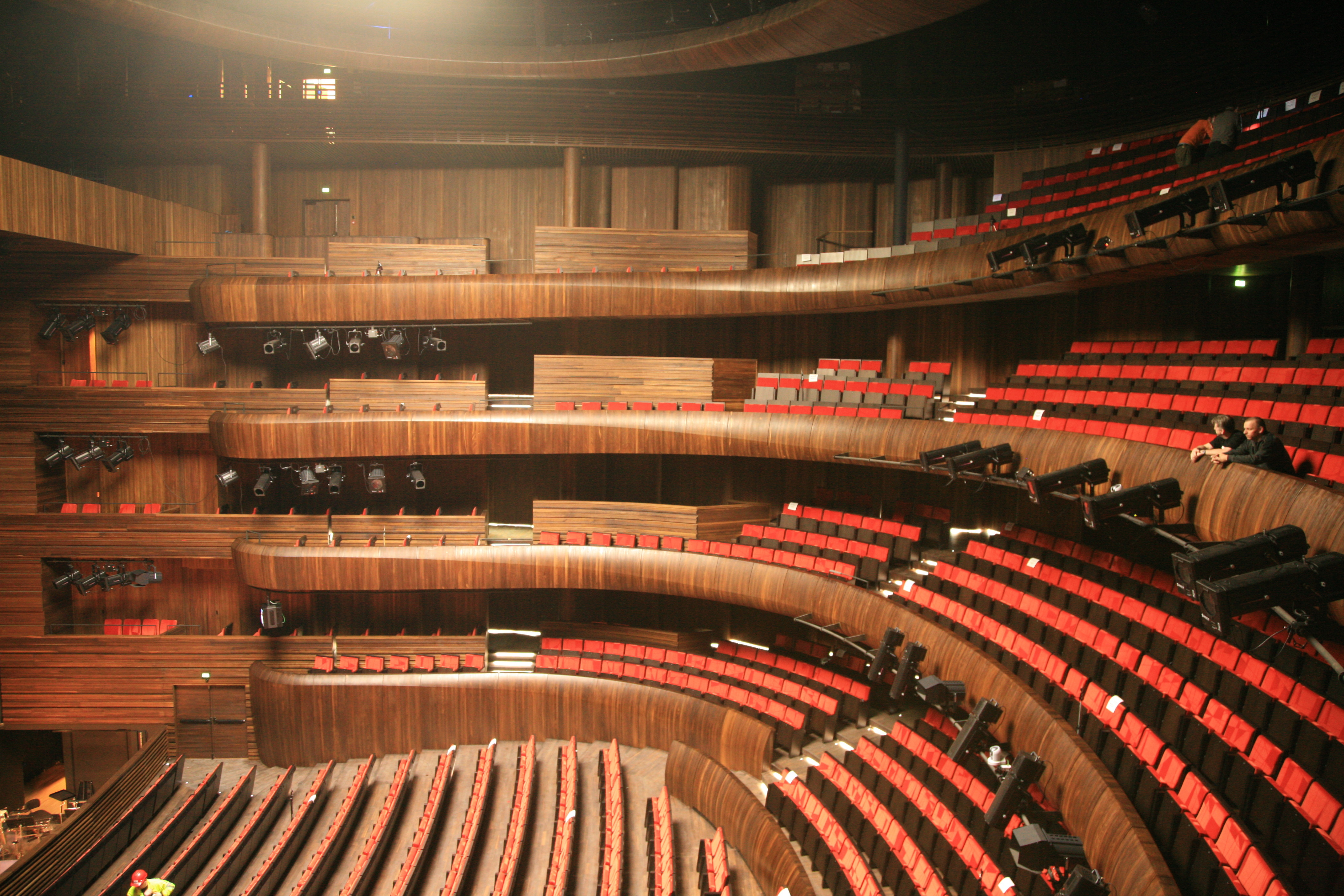
Interiér hlavního sálu